# 布丘梅尼鄉 (加拉茨縣)
45°59′47″N 27°16′13″E / 45.9965°N 27.2702°E
布丘梅尼鄉（羅馬尼亞語：Comuna Buciumeni, Galați），是羅馬尼亞的鄉份，位於該國東部，由加拉茨縣負責管轄，面積45平方公里，海拔高度200米，2007年人口2,624，人口密度每平方公里58人。